# イグナシオ・プッセート
イグナシオ・プッセート（Ignacio Pussetto ,1995年12月21日 - ）は、アルゼンチン・サンタフェ州出身のサッカー選手。クラブ・ウニベルシダ・ナシオナル所属。ポジションはミッドフィールダー。

## 経歴
2016年7月18日、CAベレス・サルスフィエルドやCAウニオン・デ・サンタフェとの争奪戦の末、CAウラカンに140万ドルで加入した。
2018年7月17日、セリエAのウディネーゼ・カルチョに800万ユーロで移籍した。
2020年1月14日、ワトフォードFCと2024年までの契約を締結したことが発表された。

## 私生活
兄のアルフレド・プッセートもサッカー選手である。